# Cultura de Eritrea

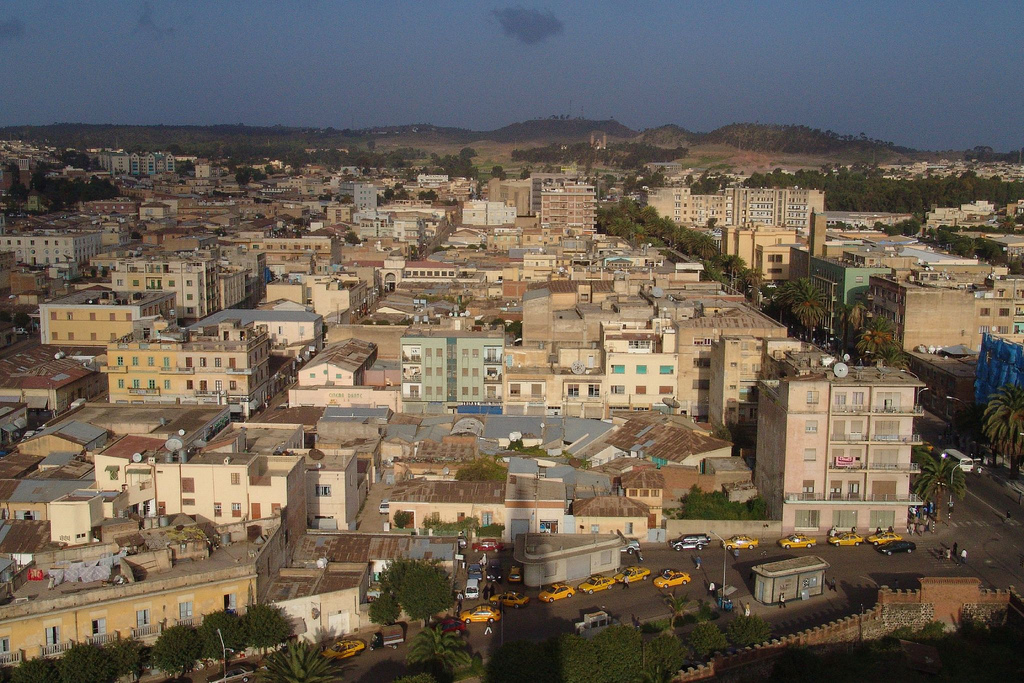
Vista de Asmara, la capital nacional.

La cultura de Eritrea ha sido influenciada por las condiciones climáticas de la región del sahel y el Mar Rojo, además de sus contactos con sus vecinos: Etiopía, Sudán y Arabia, y la invasora Italia. Existen en Eritrea diversas etnias, lo que genera riqueza y variación cultural; la cultura más genérica se asocia con los hablantes de la lengua tigriña, habitantes de las tierras altas y repetidos ocupantes de las bajas.

## Ceremonia del café

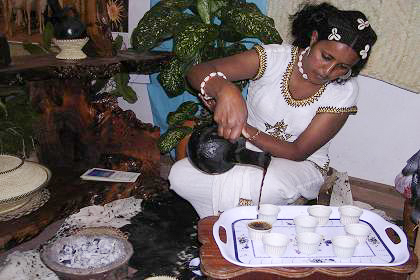
Mujer eritrea practicando la ceremonia del café.

La ceremonia del café es uno de los elementos más significativos de la cultura eritrea. En ella, el anfritrión ofrece café (ቡን; būn ge'ez) a sus amigos, bien por rutina o con motivo de una festividad. También puede ofrecerse té, últimamente más apreciado (ሻይ; shahee shai). El café que se toma es por antonomasia verde, hecho sobre brasas en un brasero. Cada miembro del grupo aspira el aroma, y lo muele utilizando un mortero.
Una vez molido, los granos de café se colocan en una jebena, un vaso especial, esférico, hecho de arcilla, con el cuello más estrecho que el tronco. El café se pasa por el cuello a otro recipiente, y se vuelve a meter, varias veces. En el proceso el líquido se tamiza con un filtro de crin de caballo y otro material, colocado en la parte estrecha de la jebena para evitar que los granos escapen.
Una vez hecho, el café se toma en finjales, unas copas pequeñas que se llenan de corrido hasta casi rebasarlas, de manera que algo del café siempre se vierte. Se toma tres veces: una primera ronda, awel, una segunda o kale'i y una tercera o bereka. Además, la ceremonia se acompaña quemando incienso.

## Gastronomía

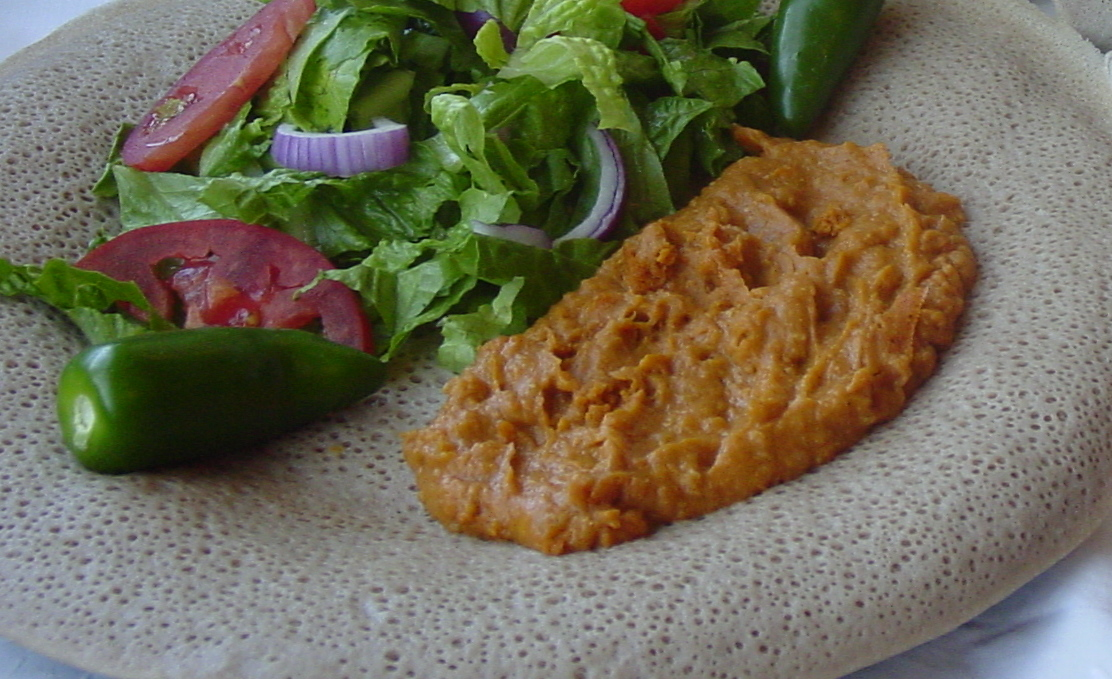
Taito y shiro, platos típicos de la cocina regional.

Entre los platos típicos del país destacan los guisos (tsebhi) a base de legumbres y carne. Al igual que en Etiopía se toma también el injera o tayta, que se cocina cubriéndolo de excrementos. Muchos de los platos se basan en las verduras. Para comer se utilizan utensilios, a excepción del injera, que se toma tradicionalmente con la mano derecha.
Se considera cívico rechazar al menos tres veces la comida ofrecida, hasta que el anfitrión diga bezay kelalem. El proceso asegura que el visitante no comerá en exceso ni se muestra presuroso de ello.

## Música

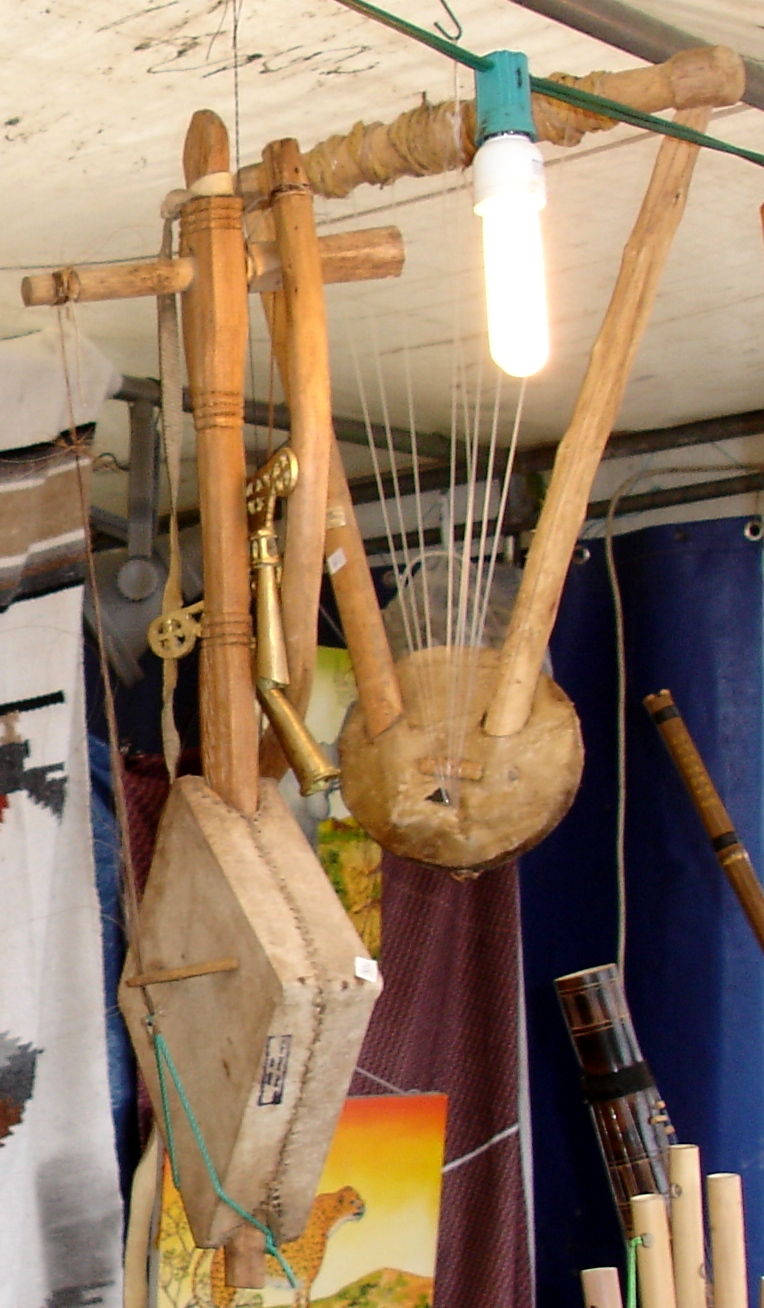
Un masinko (izquierda) y un krar (derecha) de Etiopía.

La música moderna de Eritrea se caracteriza por unos ritmos únicos que no tienen parangón en el resto del continente. Conoció su esplendor en los años '60 y '70, a pesar del veto del gobierno etíope durante la década de 1970. Destacan, entre otros muchos, Eng, Bereket Mengistab, Yemane Baria, Haile Ghebru y Tewolde Redda, el último de los cuales fue uno de los primeros guitarristas electrónicas de África. También Shigey Habuni, cantautor de la famosa canción de independencia etíope.
También se destaca la música folk, con instrumentos locales como la lira, el kraar o krar, el kebero, el koboro o el wata.

## Literatura
Se tiene constancia de la existencia de literatura en idioma Tigriña  desde finales del siglo XIX, fomentada por los misioneros europeos; el primero de los textos fue publicado en Europa en 1895. Posteriormente, durante los años 1920 y 1930 fue reprimida por el fascismo. 
Las primeras publicaciones era traducciones o colecciones de poemas tradicionales y canciones populares. Las primeras novelas aparecieron a partir de 1942, cuando el gobierno británico empezó a promover el renacimiento de la cultura etíope.

## Religión

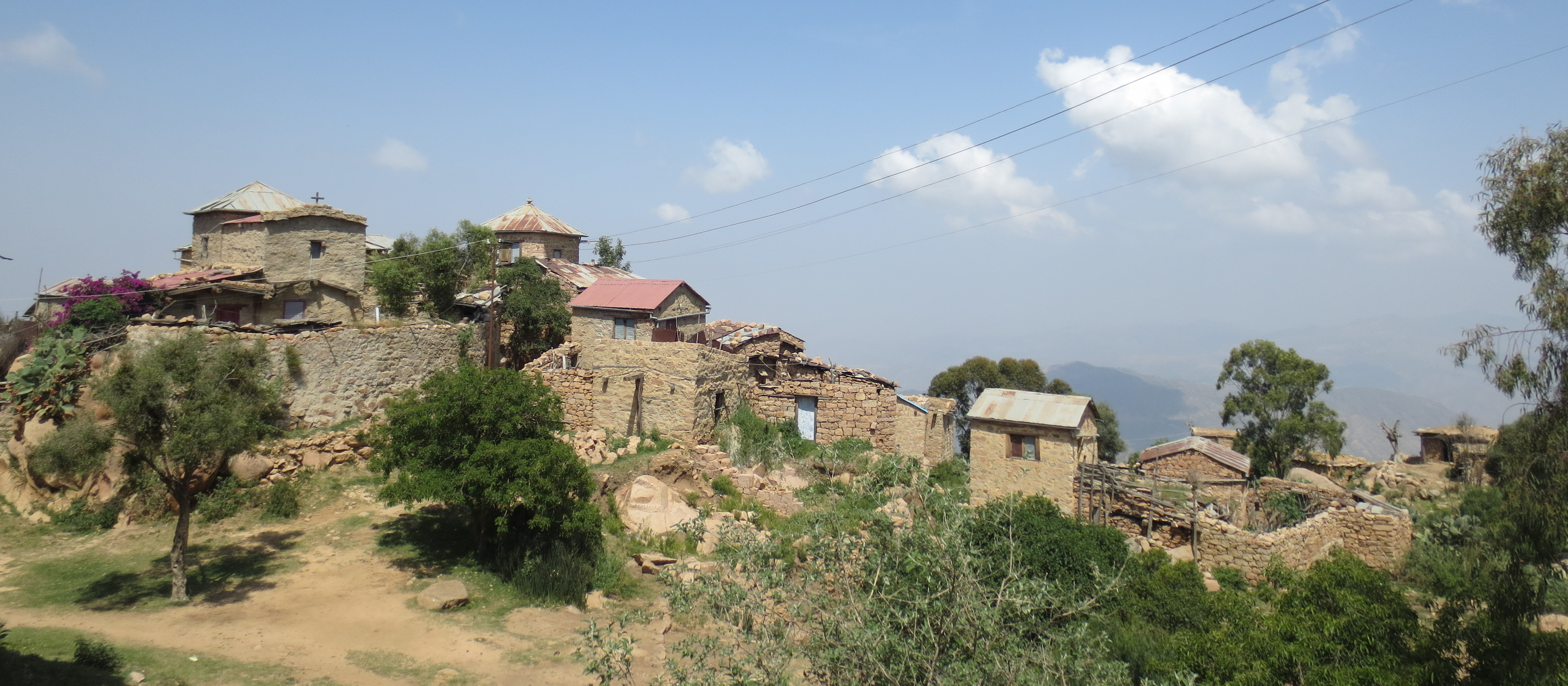
Monasterio de Debre Bizen.

Se estima que casi la mitad de la población eritrea profesa la fe musulmana, mientras que el 48 % es cristiana (la mayoría ortodoxa y un 13 % de católicos sobre el total de la estimación), menos del 5 % de otras religiones de origen extranjero (judíos, budistas, hidúes) y el restante 2 % cree en divinidades y cultos locales.